# Cathédrale de Bradford
La cathédrale de Bradford est située au cœur de Bradford dans le Yorkshire de l'Ouest, en Angleterre, sur un site utilisé pour le culte chrétien depuis le VIIIe siècle, lorsque les missionnaires basés à Dewsbury évangélisèrent la région. 
Pendant la plupart de son histoire le bâtiment a été l'église paroissiale de Saint-Pierre, avant de devenir une cathédrale à la suite de la création du diocèse de Bradford en 1919.
Depuis 2014, la cathédrale de Bradford fonctionne comme une des trois cocathédrales du diocèse anglican de Leeds, avec la cathédrale de Wakefield et la cathédrale de Ripon.

## Source
- (en) Cet article est partiellement ou en totalité issu de l’article de Wikipédia en anglais intitulé « Bradford Cathedral » (voir la liste des auteurs).